# Iisaku församling
Iisaku församling (estniska: Iisaku kogudus) är en församling som tillhör Viru kontrakt inom den Estniska evangelisk-lutherska kyrkan. Församlingen omfattar Iisaku kommun och Alajõe kommun samt byn Väike-Pungerja i Mäetaguse kommun i landskapet Ida-Virumaa.

## Större orter
- Iisaku (småköping)